# Hill Climb Racing 2
Hill Climb Racing 2 est un jeu de course développé par la société finlandaise Fingersoft pour Android et iOS, sorti pour Android en novembre 2016 et pour iOS en décembre 2016. Le jeu est la suite de Hill Climb Racing, sorti en 2012. La plus grande différence entre le jeu et son prédécesseur est l'ajout de la fonction multijoueur.
Le jeu avait été téléchargé plus de 20 millions de fois en décembre 2016 et environ un mois plus tard, il dépassait les 40 millions. Il est également arrivé en tête des classements de téléchargement de jeux dans environ 65 pays et a été le jeu de course le plus téléchargé dans 121 pays. 

## Idée du jeu
Le jeu comporte trois modes de jeu. La première consiste à conduire le plus loin possible le long de la piste, comme son prédécesseur. La seconde consiste à faire la course contre d'autres joueurs sur des pistes plus courtes et le joueur le plus rapide gagne. Dans le troisième, vous pouvez jouer contre vos amis dans des courses quotidiennes et hebdomadaires.
Les voitures peuvent être achetées et réglées, et l'argent du jeu est gagné en collectant des pièces en mode solo, ou en gagnant des courses en mode multijoueur. Une autre nouveauté par rapport à son prédécesseur est la possibilité de personnaliser l'apparence des véhicules et du conducteur. Les commandes sont deux pédales : l'accélérateur et le frein/la marche arrière.

## Modes de jeu

### Aventure
En mode Aventure, le joueur doit conduire le plus loin possible. Il existe actuellement quinze pistes normales et quatre spéciales. Les pistes sont également dotées de tableaux d'affichage indiquant les meilleurs scores du monde, de la région et de vos amis. Tous les 100 mètres, des primes de déplacement sont accordées, qui ne peuvent être obtenues qu'une seule fois et qui valent de l'argent.

### Coupes
Les courses de coupe sont des courses contre d'autres joueurs sur une variété de courts parcours, généralement deux, trois ou quatre parcours. Il y a presque toujours quatre concurrents dans une course de coupe. Il existe deux types de courses de coupe : classées et non classées. Dans les courses classées, les meilleures performances sur les pistes reçoivent des points de classement et peuvent être promues. Les moins performants perdront des points de classement et leur niveau pourra baisser. Le fait de passer à un niveau supérieur ouvre la voie à de nouvelles courses et de nouveaux véhicules. Les courses non classées n'affectent pas les points de classement.
Dans Hill Climb Racing 2, différents types de courses de Coupe existent. La plus classique est la course en 3 manches. Les joueurs s'affrontent sur 3 mini-courses se produisant souvent dans le même décor. La course en 2 ou 4 manches est basée sur le même principe mais ne représente pas la majorité des défis proposés. Enfin, des courses de longueur sont proposées où le principe est de boucler 1000 mètres le plus rapidement possible.
Les courses de longueur et les courses de 4 manches sont considérées comme prestigieuses en raison de leur ancienneté, leur difficulté à atteindre l'arrivée, leur niveau de technicité et leur rareté.
Les "5 monuments" du jeu, qui sont vus comme le graal des victoires pour les joueurs, sont les suivants : 1. Mille Dans Le Désert ; 2. Baie Du Paradis ; 3. Amortisseur City ; 4. Rallye Boueux ; 5. Coupe Du Dimanche. Gagner ces 5 épreuves au cours d'une seule saison en y obtenant le score maximal de points (soit 60) est alors considéré comme un Grand Chelem."

### Défis
Il existe trois types de défis : quotidien, hebdomadaire et recommandé. Des courses quotidiennes et hebdomadaires vous opposent à des amis dans le jeu sur un circuit de coupe aléatoire et le joueur le plus rapide gagne après un jour ou une semaine, selon ce qui est le plus rapide. Il y a trois défis recommandés chaque jour, et ce sont des défis pour des joueurs aléatoires. Si vous avez des amis et qu'il postent des défis il apparaîtront alors. Il est possible de créer un défi en cliquant sur le bouton "défier des amis" à la fin de chaque course. Remporter des défis vous fait gagner des succès jusqu'à une certaine limite.